# Andressa Picussa
Andressa Hermínia Gelenski Picussa (ur. 22 lipca 1989 w Kurytybie) – brazylijska siatkarka, grająca na pozycji środkowej.

## Sukcesy klubowe
Liga brazylijska:
- 2011, 2012, 2013

Liga turecka:
- 2014

Liga azerska:
- 2015

## Sukcesy reprezentacyjne
Puchar Panamerykański:
- 2012